# Religia w województwie zachodniopomorskim
Religia w województwie zachodniopomorskim – artykuł zawiera listę kościołów i związków wyznaniowych działających na terenie województwa zachodniopomorskiego.

## Katolicyzm

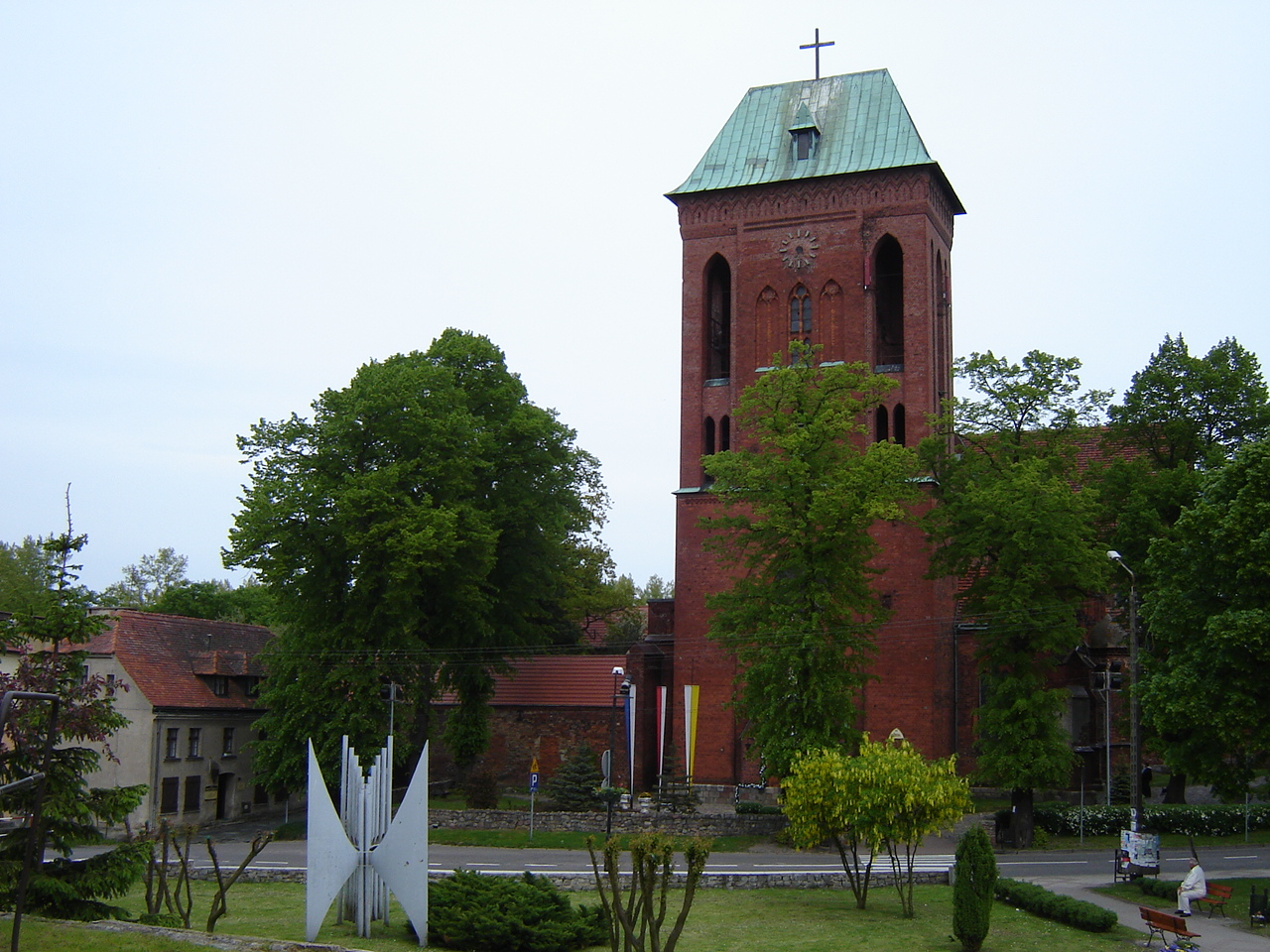
Katedra Najświętszej Maryi Panny, św. Jana Chrzciciela i św. Faustyna w Kamieniu Pomorskim

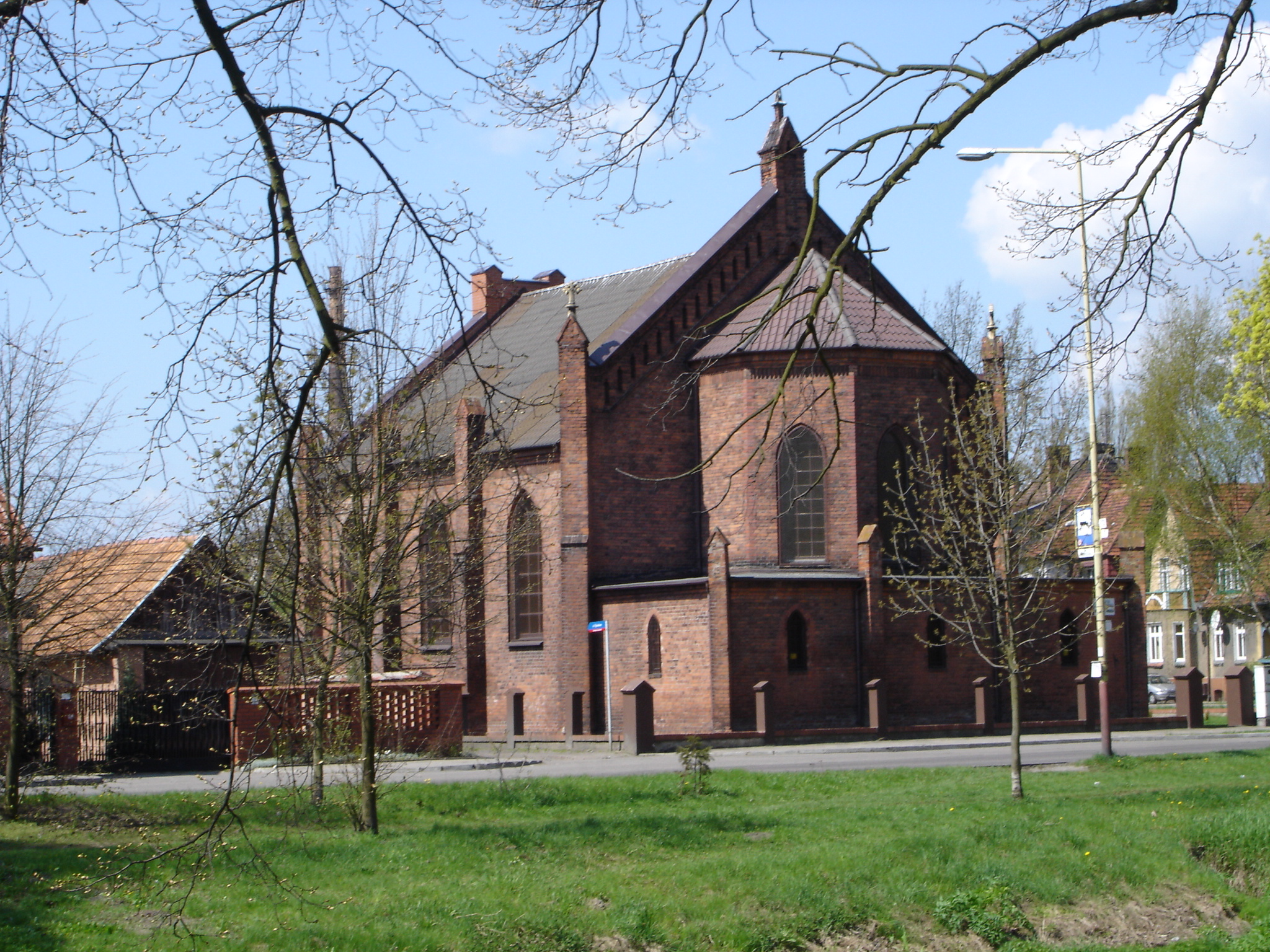
Kościół polskokatolicki Przemienienia Pańskiego w Stargardzie

### Kościół rzymskokatolicki
Obrządek łaciński
- Metropolia szczecińsko-kamieńska
  - Archidiecezja szczecińsko-kamieńska – dekanaty: Banie; Barlinek; Cedynia; Chojna; Choszczno; Dębno; Drawno (część); Golczewo; Goleniów; Gryfice; Gryfino; Ińsko; Kamień Pomorski; Kołbacz; Lipiany; Łobez; Maszewo; Mieszkowice; Myślibórz (część); Nowogard; Police; Pyrzyce; Resko; Stargard – Wschód; Stargard – Zachód; Suchań; Szczecin – Dąbie; Szczecin – Niebuszewo; Szczecin – Pogodno; Szczecin – Pomorzany; Szczecin – Słoneczne; Szczecin – Śródmieście; Szczecin – Żelechowo; Świnoujście; Trzebiatów; Wolin
  - Diecezja koszalińsko-kołobrzeska (część) – dekanaty: Barwice; Białogard; Bobolice; Czarne (część); Darłowo; Drawsko Pomorskie; Gościno; Kołobrzeg; Koszalin Miasto; Mielno; Mirosławiec; Polanów (część); Połczyn-Zdrój; Sławno (część); Słupsk – Zachód (część); Szczecinek; Świdwin; Ustka (część); Wałcz (część)

Obrządek bizantyjsko-ukraiński
- Eparchia wrocławsko-gdańska
  - Dekanat koszaliński – parafie: Białogard; Ińsko; Kołobrzeg; Koszalin; Płoty; Sławno; Stargard; Szczecin; Szczecinek; Świdwin; Trzebiatów; Wałcz
  - Dekanat słupski (część) – parafie: Biały Bór; Bielica; Bobolice; Drzewiany

### Kościół Polskokatolicki
- Diecezja wrocławska
  - Dekanat pomorsko-wielkopolski (część) – parafie: Bukowo Morskie; Stargard; Szczecin[1]

### Polski Narodowy Katolicki Kościół w RP
- Parafia: Drawno[2]

### Katolicki Kościół Narodowy w Polsce
- Parafia: Szczecin[3]

## Prawosławie

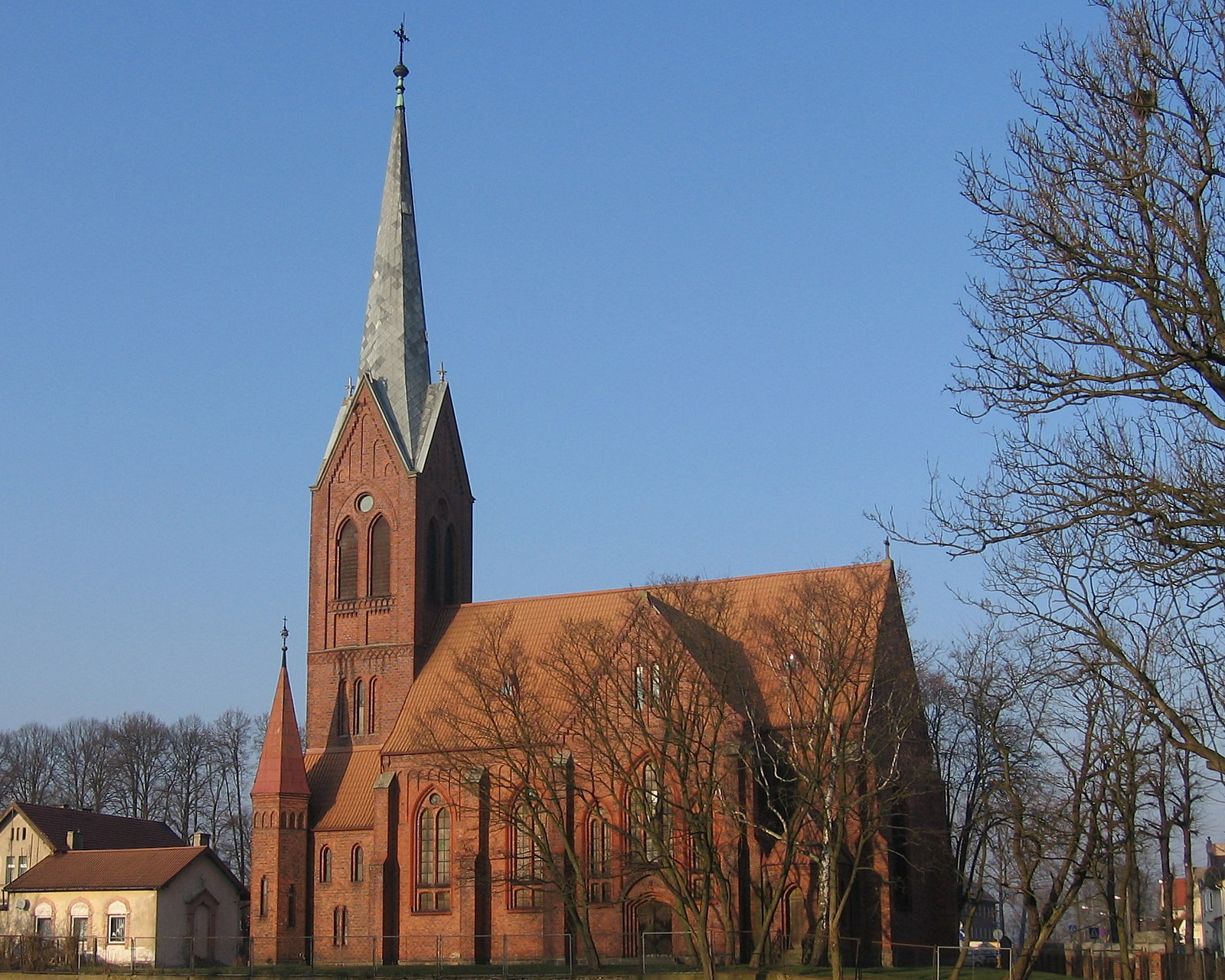
Cerkiew prawosławna Zaśnięcia Przenajświętszej Bogurodzicy w Gryficach

### Polski Autokefaliczny Kościół Prawosławny
- Diecezja wrocławsko-szczecińska
  - Dekanat Koszalin (część) – parafie: Bobolice; Koszalin; Szczecinek; Wałcz
  - Dekanat Szczecin (część) – parafie: Barlinek; Gryfice; Łobez; Stargard (filia: Dolice); Szczecin; Trzebiatów[4]

## Protestantyzm

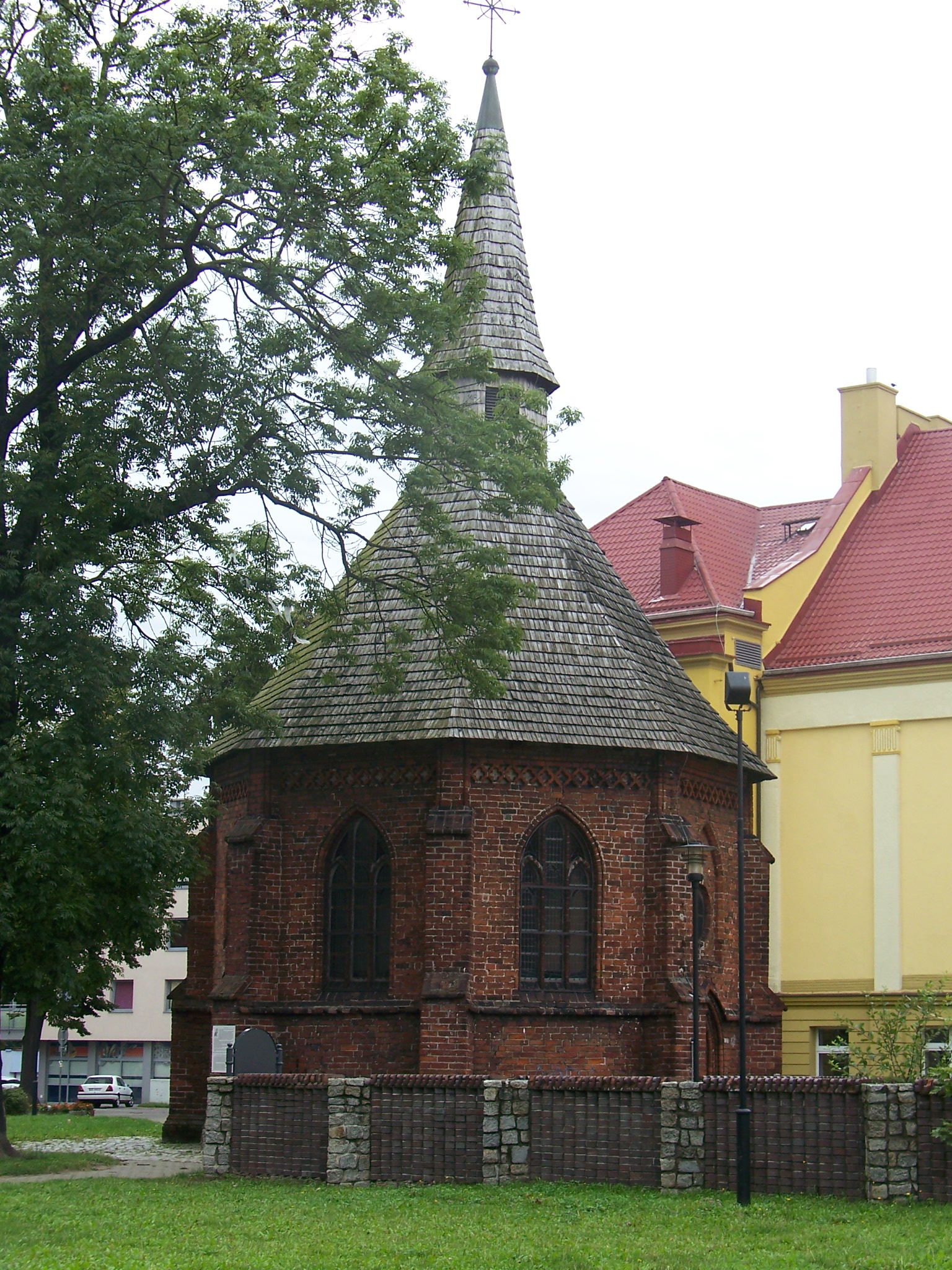
Kaplica ewangelicko-augsburska św. Gertrudy w Koszalinie

### Luteranizm
- Kościół Ewangelicko-Augsburski
  - Diecezja pomorsko-wielkopolska (część) – parafia: Koszalin (filiały – Białogard, Szczecinek, Świdwin)
  - Diecezja wrocławska (część)
    - Parafia: Szczecin (filiały – Kłodzino, Trzebiatów)
    - Filiał: Barlinek (parafii w Gorzowie Wielkopolskim)

### Metodyzm
- Kościół Ewangelicko-Metodystyczny
  - Okręg Zachodni (część) – parafie: Koszalin; Szczecin[5]

### Kalwinizm
- Kościół Ewangelicko-Reformowany: diaspora w Szczecinie

### Baptyzm
- Kościół Chrześcijan Baptystów
  - Okręg pomorsko-wielkopolski (część) – zbory: Borne Sulinowo; Chociwel; Choszczno; Gryfino; Koszalin; Stargard; Szczecin; Szczecinek; Świnoujście[6]

### Ruch Zielonoświątkowy
- Kościół Zielonoświątkowy
  - Okręg zachodniowielkopolski (część) – zbory: Białogard; Goleniów; Gryfino; Kołobrzeg; Koszalin; Police; Pyrzyce; Stargard; Szczecin (2); Szczecinek; Świdwin; Wałcz[7]
- Chrześcijańska Wspólnota Zielonoświątkowa – zbór: Barlinek
- Kościół Boży – zbory: Szczecin (2)
- Kościół Boży w Chrystusie – zbory: Choszczno; Dębno; Gozdowice; Koszalin; Szczecin[8]
- Kościół Chrześcijan Wiary Ewangelicznej – zbory: Szczecin (2)

### Kościoły Chrystusowe (Campbellici)
- Kościół Chrystusowy w RP – zbory: Białogard; Gryfice; Kołobrzeg; Koszalin (2); Połczyn-Zdrój; Resko; Siemyśl; Szczecin; Świnoujście

### Ewangeliczni Chrześcijanie
- Kościół Ewangelicznych Chrześcijan
  - Okręg Zachodni – zbory: Kamień Pomorski; Łobez; Międzyzdroje; Nowogard; Szczecin (2); Świnoujście
- Chrześcijańska Wspólnota Ewangeliczna Zbór w Szczecinie[potrzebny przypis]

### Bracia plymuccy
- Kościół Wolnych Chrześcijan – zbory: Białogard; Koszalin; Szczecinek

### Adwentyzm
- Kościół Adwentystów Dnia Siódmego – zbory: Stargard, Szczecin, Szczecin-Niebuszewo, Świnoujście, Borne Sulinowo; Chociwel; Goleniów; Kamień Pomorski; Karlino; Kołobrzeg; Koszalin; Nowogard; Połczyn-Zdrój; Resko; Szczecinek; Świdwin; Złocieniec[9]
- Kościół Chrześcijan Dnia Sobotniego – zbór: Połczyn-Zdrój[10]
- Zbory Boże Chrześcijan Dnia Siódmego – zbór: Wałcz[11]

## Restoracjonizm
- Świadkowie Jehowy – 8724[12] głosicieli w 86 zborach (w tym zboru języka migowego, zboru angielskojęzycznego, dwóch zborów rosyjskojęzycznych, dwóch zborów ukraińskojęzycznych)[13]
  - Zbory: Barlinek (3), Będzino, Białogard, Biały Bór, Borne-Sulinowo, Chojna, Choszczno (2), Czaplinek, Człopa, Darłowo, Dębno (2), Drawsko Pomorskie, Goleniów (2), Gościno, Gryfice, Gryfino (2), Kalisz Pomorski, Kamień Pomorski, Karlino, Kołobrzeg (3), Konikowo, Koszalin (7), Łobez, Maszewo, Międzyzdroje, Mielno-Strzeżenice, Mosty, Myślibórz, Nowogard, Police (3), Pyrzyce, Resko, Rosnowo, Sianów, Sławno, Stargard (4), Świdwin, Świnoujście (3), Szczecin (22), Szczecinek, Trzebiatów, Tychowo, Wałcz, Wolin, Złocieniec[13].
  - Sala Zgromadzeń w Mostach, w której odbywają się zgromadzenia obwodowe
  - Kongresy regionalne (letnie) organizowane są w Netto Arena w Szczecinie i w Hali Widowiskowo-Sportowej w Koszalinie.
- Świecki Ruch Misyjny „Epifania” – zbory: Kołobrzeg; Szczecin; Złocieniec[14]
- Zrzeszenie Wolnych Badaczy Pisma Świętego – zbór Białogard
- Kościół Jezusa Chrystusa Świętych w Dniach Ostatnich – zbór: Szczecin
- Kościół Nowoapostolski – zbór: Białogard

## Judaizm
- Związek Gmin Wyznaniowych Żydowskich – gmina: Szczecin

## Buddyzm
- Buddyjski Związek Diamentowej Drogi Linii Karma Kagyu – ośrodki: Szczecin; Koszalin; Świnoujście; Żerdno[15]
- Szkoła Zen Kwan Um – ośrodek: Szczecin
- Misja Buddyjska – Trzy Schronienia w Polsce: Szczecin (siedziba Misji)